# Septoria saccharina
Septoria saccharina är en svampart som beskrevs av Ellis & Everh. 1892. Septoria saccharina ingår i släktet Septoria och familjen Mycosphaerellaceae.   Inga underarter finns listade i Catalogue of Life.